# Grand Hotel Preanger

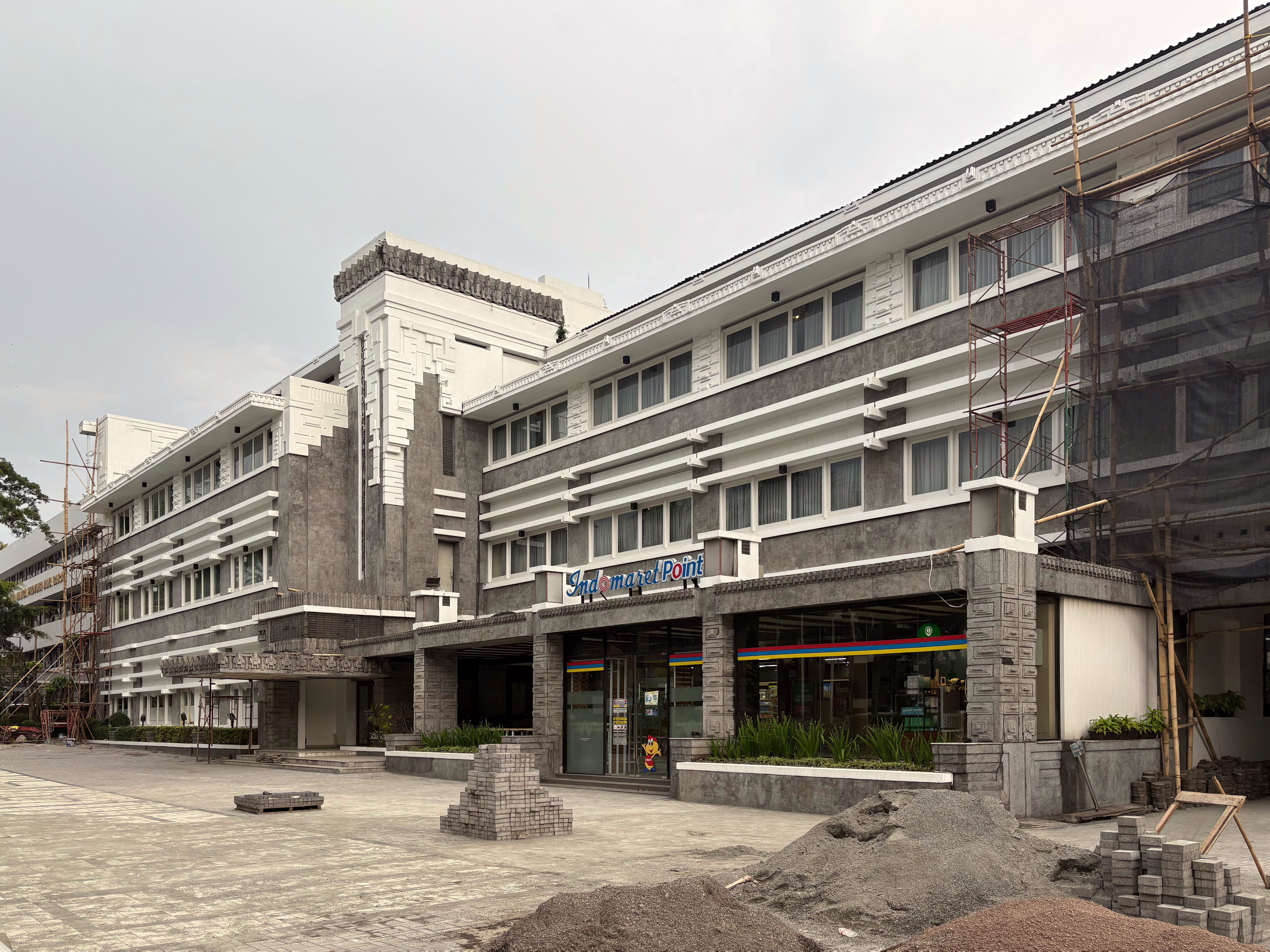
Grand Hotel Preanger (2025)

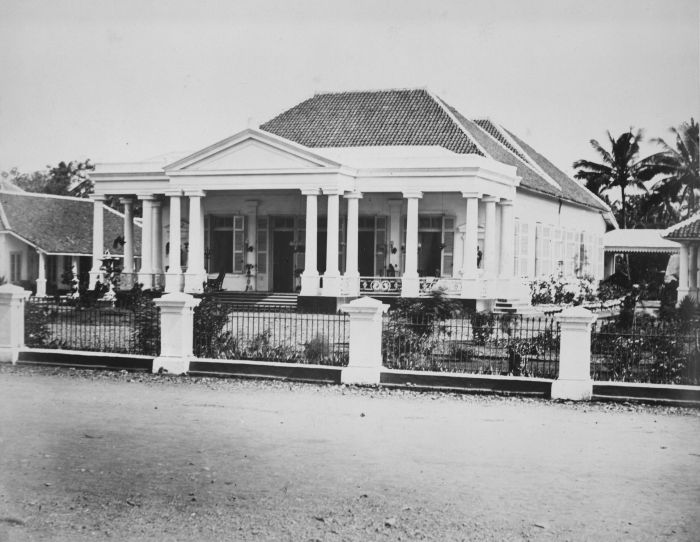
Das Grand Hotel Preanger in der Zeit um 1870–1900

Das Grand Hotel Preanger ist ein 5-Sterne-Hotel und historisch bedeutendes „Art-déco-Gebäude“ der Stadt Bandung in der Provinz Jawa Barat auf Java, Indonesien. Der Baustil prägt auch die Villa Isola und das Savoy Homann Bidakara, die ebenfalls in Bandung liegen.
Das Haus erlebte einen Aufschwung ab Ende des 18. Jahrhunderts, als im Zuge der militärischen Aufrüstung der Insel Java die Niederländer eine Straße von Batavia durch das Preanger-Gebirge nach Cirebon bauten, um wehrhafter gegen die Engländer zu sein. Die Straße vor dem Hotel erhielt den Namen Grote Postweg und führte etwa 19 km nördlich am heutigen Stadtzentrum vorbei. Heute nennt sich die Straße Jalan Asia-Afrika.
Das Gebäude wurde in der Kolonialzeit gebaut. Die Fassade wurde im klassizistischen Stil errichtet, daneben wurden horizontal verlaufende Fassadenspalten und ein Trommelrad geschaffen sowie in Weiß gehaltene Verzierungen.
Der erste offizielle Name des Hotels lautete „Hotel Thieme“. Ab 1897 wurde das Hotel nach der nahe gelegenen Gebirgsregion, „das Preanger“ genannt. Das Hauptgebäude wurde im Jahr 1929 unter Führung des niederländischen Architekten, Bildhauers und Malers Charles Prosper Wolff Schoemaker renoviert und erweitert. Einer seiner Assistenten war der erste indonesische Präsident, Sukarno. Schoemaker war stark von der einheimischen Philosophie Javas angetan, die er in sein Schaffen übersetzte. So fanden sich entsprechende Ausdrucksformen auch in der Architektur wieder. Er mixte Elemente des „Art déco“ mit denen der einheimisch-funktionalen Bauweise. 1998 baute die Hotelkette „Aerowisata“ den gegenwärtigen Großbau, der über zehn Geschossflächen mit 189 Zimmern verfügt.